# Peikasjaureh
Peikasjaureh är en sjö i Kiruna kommun i Lappland och ingår i Torneälvens huvudavrinningsområde. Sjön har en area på 0,731 kvadratkilometer och ligger 765 meter över havet. Peikasjaureh ligger i Torne och Kalix älvsystem Natura 2000-område. Sjön avvattnas av vattendraget Vutnesj-Jåkkå.

## Delavrinningsområde
Peikasjaureh ingår i det delavrinningsområde (764529-169867) som SMHI kallar för Utloppet av Peikasjaureh. Medelhöjden är 813 meter över havet och ytan är 12,62 kvadratkilometer. Det finns inga avrinningsområden uppströms utan avrinningsområdet är högsta punkten. Vutnesj-Jåkkå som avvattnar avrinningsområdet har biflödesordning 4, vilket innebär att vattnet flödar genom totalt 4 vattendrag innan det når havet efter 498 kilometer. Avrinningsområdet består mestadels av kalfjäll (93 procent). Avrinningsområdet har 0,89 kvadratkilometer vattenytor vilket ger det en sjöprocent på 7 procent.